# Хонча

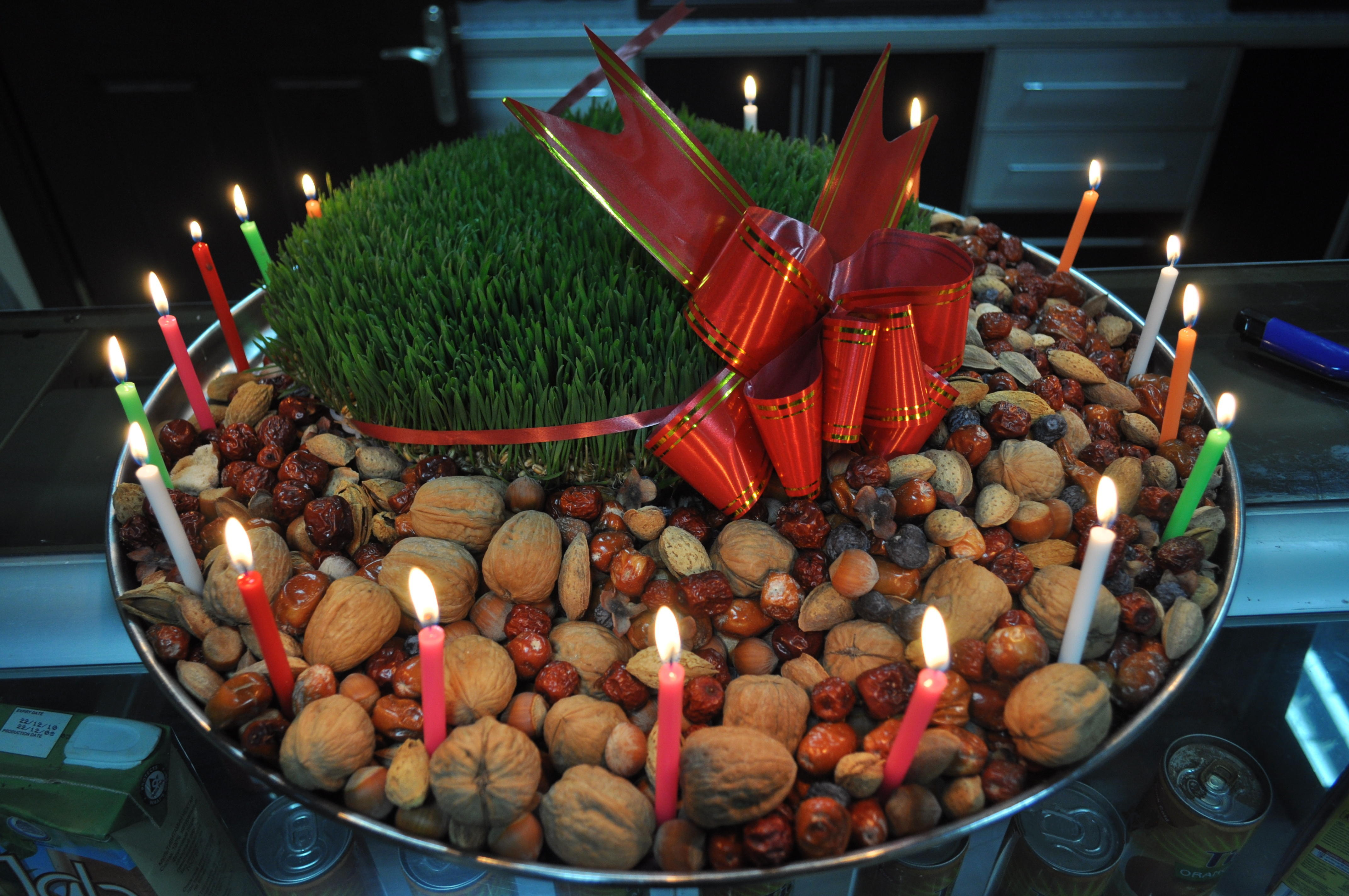
Хонча на підносі, прикрашена свічками і червоною стрічкою, з горіхами

Хонча (азерб. xónça) — прикрашена подарункова корзина або таця, що в основному дарується на весілля. У хончі гості за тиждень до весілля приносять всілякі весільні приналежності, наприклад символи сімейного благополуччя, одяг та білизну нареченої, парфумерію, а також солодощі та спиртне.
Хонча також використовується під час проведення весілля. Традиція поширена у азербайджанців, вірмен, а також деяких тюркських та іранських народів.
У Росії хонча використовується на багатьох азербайджанських весіллях в різних районах країни (Краснодарському, Ставропольському краях, а також в Самарській і суміжних областях).